# Jane Chirwa
Jane Chirwa (Mannheim, 10 giugno 1990) è un'attrice tedesca.

## Biografia
Jane Chirwa ha trascorso la sua prima infanzia nella sua città natale di Mannheim prima che la famiglia si trasferisse a Berlino nel quartiere di Friedrichshagen nel 1995. Suo padre è zambiano, quindi ha visitato il suo paese natale all'età di 13 anni per conoscere la parte africana della sua famiglia. All'età di sei anni, Jane Chirwa ha preso lezioni di danza improvvisata e danza classica. Nel 2003 ha iniziato il suo periodo nel club teatrale giovanile, che non ha lasciato fino al diploma di scuola superiore. Dopo la scuola, ha studiato recitazione alla Theaterakademie Vorpommern per quattro anni. Dopo gli studi di recitazione, Chirwa ha vissuto per qualche tempo in Sudafrica e negli Stati Uniti, a New York e Los Angeles.
Dal 2010 al 2013 è stata ingaggiata come attrice presso la Vorpommersche Landesbühne e poi fino al 2014 presso la Landesbühne Niedersachsen Nord. Nel 2014 ha lavorato anche alla Ballhaus Naunynstraße di Berlino.
Ha recitato in film come Solness, Vor der Morgenröte o Schubert in Love. Da aprile 2016 a settembre 2019 ha interpretato il ruolo dell'assistente medico Vivienne Kling nella serie televisiva Medici in corsia, dove ha fatto un'altra apparizione come ospite nel gennaio 2020. Nel 2019 ha recitato anche nel film TV All in White, uno speciale di novanta minuti della serie. Da gennaio 2020 ad aprile 2022, ha interpretato l'apprendista di polizia Ann-Christin "AC" Heffner nella serie televisiva Bloody Beginners. È stata anche coinvolta come attrice in produzioni internazionali, come nel 2019 in Charlie's Angels o nel 2022 nella serie svedese Hamilton.
Oltre alle sue apparizioni in film televisivi e cinematografici, Jane Chirwa ha lavorato come modella ed è apparsa in spot pubblicitari. Nel 2020 è stata membro della giuria del 41° Max Ophüls Preis Film Festival.

## Filmografia

### Cinema
- Stummes Rauschen, regia di Alexander Heimrich (2014)
- Vitches, regia di Maria Neheimer (2015)
- Solness, regia di Michael Klette (2015)
- Vor der Morgenröte, regia di Maria Schrader (2015)
- Wait For Me, regia di Michel Reilhac (2015)
- Schubert in Love, regia di Lars Büchel (2016)
- Bullyparade, regia di Michael Herbig (2017)
- Charlie's Angels, regia di Elizabeth Banks (2019)
- The Privilege (Das Privileg), Felix Fuchssteiner e Katharina Schöde (2022)
- Clashing Differences, regia di Merle Grimme (2023)

### Televisione
- Küstenwache - serie TV, (2013)
- Medici in corsia (In aller Freundschaft – Die jungen Ärzte) - serie TV, (2016–2019, 2020)
- Maiorca Crime (The Mallorca Files) - serie TV, (2019)
- Ganz in Weiß - film TV, (2019)
- Soko 5113 (SOKO München) - serie TV, (2020)
- Blutige Anfänger - serie TV, (2020-2022)
- Hamilton – Undercover in Stockholm - serie TV, (2022)
- Homeshopper’s Paradise - film TV, (2022)

## Teatro
- Ein Sommernachtstraum (Titania), Vorpommersche Landesbühne, (2010)
- Der eingebildete Kranke (Toinette), Vorpommersche Landesbühne (2012)
- Achtung Deutsch! (Virginie), Vorpommersche Landesbühne (2012)
- Die Physiker (Monika Stettler), Vorpommersche Landesbühne (2013)
- Die Glaubensmaschine (Agatha), Landesbühne Niedersachsen Nord (2013)
- Blues Brothers (Aretha Franklin), Landesbühne Niedersachsen Nord (2014)
- Colored Woman in a white world (J), Ballhaus Naunynstraße (2014)
- Othello (Desdemona), Clingenburg Festspiele (2015)
- The Wanderers, Ernst Deutsch Theater (2020)

## Doppiatrici italiane
Nelle versioni in italiano nelle opere in cui ha recitato, Jane Chirwa è stata doppiata da:
- Giorgia Locuratolo in Medici in corsia

## Riconoscimenti
- 2015: Premio del pubblico del Festival di Clingenburg per l'interpretazione di Desdemona nell'Otello
- 2020: Premio del pubblico del Regno Unito al Reading Fringe Festival per Oh Shit